# مارينيان
مارينيان هي بلدية فرنسية تقع في إقليم بوش دو رون ضمن منطقة بروفانس ألب كوت دازور، جنوب فرنسا.

## الجغرافيا
تُعد مارينيان إحدى مكونات مدينة آكس مرسيليا بروفانس [الإنجليزية]، وأكبر ضاحية تابعة لمدينة مارسيليا. تبعد حوالي 18.3 كيلومترًا (11.4 ميل) إلى الشمال الغربي من مارسيليا.

### المناخ
تمتاز المدينة بمناخ المناخ المتوسطي الحار صيفًا (Csa وفق تصنيف كوبن للمناخ). يُستخدم مطار مارسيليا، الواقع ضمن حدود مارينيان، كمحطة أرصاد جوية للمدينة.

## الاقتصاد
مقر إيرباص هيليكوبترز، الشركة المصنعة للطائرات العمودية، يقع ضمن مطار مارسيليا بروفانس في مارينيان.

## المدن الشقيقة
مارينيان مرتبطة باتفاقيات توأمة مع:
- فيغيراس، إسبانيا
- جود، المجر
- رافانوسا، إيطاليا
- سلانيك، رومانيا
- فولفسبورغ، ألمانيا

## وصلات خارجية
- الموقع الرسمي (بالفرنسية: in French)‏

قالب:بوش دو رون بلديات